# Uzzano
Uzzano é uma comuna italiana da região da Toscana, província de Pistoia, com cerca de 4.700 habitantes. Estende-se por uma área de 7 km², tendo uma densidade populacional de 671 hab/km². Faz fronteira com Buggiano, Chiesina Uzzanese, Pescia, Ponte Buggianese.

## Demografia
| Variação demográfica do município entre 1861 e 2011                               |
|                                                                                   |
| Fonte: Istituto Nazionale di Statistica (ISTAT) - Elaboração gráfica da Wikipedia |